# Java Persistence API
Java Persistence API — стандартизований інтерфейс для Java ORM фреймворків. Є частиною EJB 3 та J2EE 5, хоча може використовуватись незалежно від них. Виник через популярність вільного ORM фреймворку Hibernate, та бажання мати незалежний від конкретної реалізації стандарт.

## Деталі
Entity (сутність/утворення) — об'єкт для якого забезпечується ORM. Класи Entity задаються аннотацією @Entity або перелічуються у XML дескрипторі. Клас Entity повинен мати конструктор без аргументів, з рівнем доступу — public або protected. Якщо сутність передається як віддалений об'єкт (remote object), вона має реалізувати інтерфейс Serializable. Клас Entity не може бути завершеним (final) або мати завершені методи.

## Реалізації
- Hibernate — найпопулярніший вільний ORM фрейворк, використовується у JBoss
- Oracle TopLink [Архівовано 7 липня 2006 у Wayback Machine.] — має відкриту версію TopLink Essentials, використовується у Oracle Weblogic, Oracle AS та Sun GlassFish
- Apache OpenJPA [Архівовано 6 січня 2008 у Wayback Machine.] — використовується у Oracle Weblogic (після купівлі Bea Systems Oracle розвиток припинено на користь Oracle TopLink) та у IBM WebSphere починаючи з версії 7.0, яка отримала підтримку EJB 3.

## Підтримка уIDE
- Eclipse — проект Dali, входить до пакету WTP (Web Tools Platform) 2.0 та випуску Eclipse 3.3 (Europa)
- NetBeans 5.5
- Oracle JDeveloper 10 [Архівовано 4 липня 2008 у Wayback Machine.]
- IntelliJ IDEA